# 隠れ里

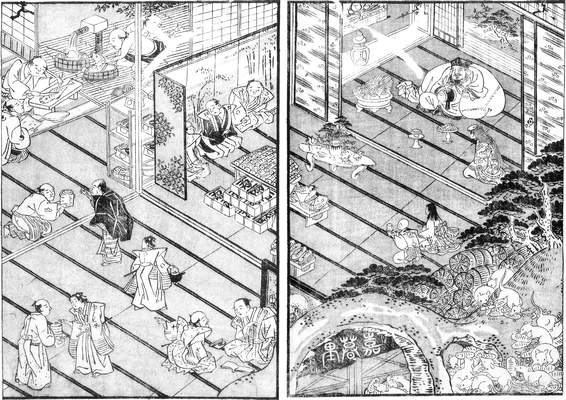
鳥山石燕『今昔百鬼拾遺』より「隠れ里」。右下に見えるネズミと小判は「鼠浄土」に見られる「地下にいる鼠が福をもたらす」話と通じている。その左には「嘉暮里」（かくれざと）の暖簾が見える。

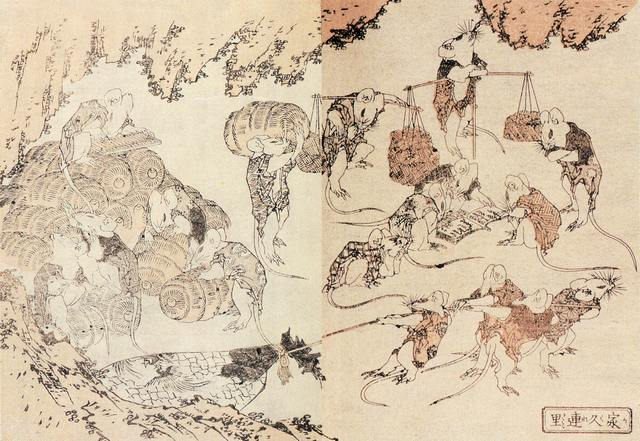
葛飾北斎『北斎漫画』より「家久連里」（かくれざと）

隠れ里（かくれざと）とは日本の民話、伝説にみられる一種の仙郷で、山奥や洞窟を抜けた先などにあると考えられた。「隠れ世」などの呼称もある。

## 概要
猟師が深い山中に迷い込み偶然たどり着いた、あるいは山中で機織りや米をつく音が聞こえた、川上から箸やお椀が流れ着いたなどという話が見られる。そこの住民は争いとは無縁の平和な暮らしを営んでおり、暄暖な気候の土地柄であり、外部からの訪問者は親切な歓待を受けて心地よい日々を過ごすが、もう一度訪ねようと思っても、二度と訪ねることはできないとされる。こういった伝承の背景には平家の落人が隠れ住んだとされる集落の存在が挙げられ、実際に平家谷、平家の隠れ里と伝えられる集落が存在している。また、仏教の浄土思想渡来以前の、素朴な山岳信仰、理想郷の観念が影響していると推測できる。
隠れ里は奥深い山中や塚穴の中、また川のはるか上流や淵の底にあると想像されている別天地である。隠田百姓村（おんでんひゃくしょうむら）とも言われるが、隠れ里は何の憂いもなく平和な世界であり、しかも人間の世界とは違う時の流れがある。普通の人はそこに行けないが、善良な者にはその世界を垣間見る機会が与えられることがある。いずれにせよ庶民の求める理想郷への思いが込められていると、日本民族学会会員・有馬英子は述べている。

## 日本各地の伝承
- 『遠野物語』にも一例がある。貧しい家の女が小川に沿って蕗（ふき）を採っていく内に、道に迷って谷の奥深くにまで分け入り、豪勢な御殿を発見して中に入るが、人の姿が見えないので怖くなり逃げ出した。後日、小川の上流から赤い椀が流れて来る。その椀を使うと穀物をいくら使っても減らず、その家はやがて村一番の金持ちになった。当地では山中のこの種の家をマヨヒガと呼び、この話の女は「少しく魯鈍（ろどん）」で「無欲にて何物も盗み来ざりし故」に椀が流れてきて富を得たという[1]。

- 岩手県和賀郡の昔話。鬼柳村（現･北上市）の扇田甚内という人が、朝早く起きて沼を見ると若い女が手招きをしていた。2、3日毎朝続いたので近くへ行ってみると夫婦の約束をするため家に来てくれという。女はこの世に類のない艶やかさだった。女の後を付いていくと見たこともないような世界に着き、家に着けば美しい女達があまたいて主のように尊敬する。契りを結び、月日が流れるにつれふるさとの妻子が気にかかりそのことを言うと、家にいない間に男の家を有徳富貴にしておいたから案ずるな、それでも男は帰ろうとすると口外してはならぬと約束し、語ると二度とは会われぬと泣く。家へ帰ると1ヶ月とばかり思っていたが三年の月日がたっており死んだものとされ自分の法事までやっていた。家も豊かになっていた。家内にどこに居たと問いただされ真実を吐くと、たちまちの内に甚内の腰が折れ気絶し不具廃人となりそれ以前の貧乏になりつまらぬ一生を送った[2]。

- 古代〜中世において畿内の中央貴族・武家達が熱中した鹿島詣で、いわゆる鹿島信仰においても隠れ里信仰はある。鹿島は東国に位置する常陸国の中でも東端に位置し、世界のさいはてと観念されていた。常世の国（ユートピア）であり、鹿島の地におもむき、鹿島の神に参詣すれば東方の海上に幻の島が見えると信じられ、それは海のかなたの隠れ里と言われ、黄金のあふれる陸奥（みちのく）の島であるとされた[3]。

- 飛騨（現・岐阜県北部、飛騨地方）に近い山中に期（五）箇の荘の名の隠れ里がある。危険な谷の架け橋を16ほど越え渡って辿り着く、幾多の山々の峰超えた九山八海奥地の秘境の楽園である。そこは前田家の領地で家々は美しく華麗、人々はみな100歳以上の長寿、綺麗な白絹の着物を着てみな豊かであり貧富の差などなく、戦乱による災いもなく言葉も古代のまま。村落中央に瑪瑙でできた山がそびえ立ち、黄金製の竜の噴水があり水が噴出し別世界のようである。収入源は煙硝を産出し加賀の城に運び2000金の収入に変え、村の宗旨は浄土真宗、寺の数は多い（津村正恭『譚海』巻1より）[3]。これは実在の加賀藩領の村であるが、山奥深く隔絶の地にあったため平地民に理想郷、ユートピア視されイメージされたものである。

- 千葉県の成田不動（現・千葉県成田市）近くにも椀貸伝説は伝わり、竜光寺という名の隠れ里の周囲の村には、訪れ借りた膳椀を返さず代々伝え持つ家々が多い。竜光寺には良い調度品が沢山あり訪れた者に貸し与える。村には優れた4つの泉と3つの洞穴があり、それは飢渇があっても水に困らぬ4つの井戸、泉であり、3つの洞穴は石扉つきの巨大人工建築物である[3]。

- 宮崎県諸塚村（現・臼杵郡諸塚村）には竜宮淵があり、来客や慶弔などで多数の膳椀が入用、必要なときに膳椀の数を言えば貸してくれるが、あるとき返す数を間違えてしまい、それ以来貸してもらえなかった。これらがいわゆる椀貸伝説で、全国各地に伝承がある[1]。以上これらの洞穴や淵などは隠れ里への入口と意識されたりするが、海辺に近い地域では竜宮に通じているといい、雨の降る日は乙姫の機を織る音が聞こえてくると伝えている。『竜宮女房』の昔話では。薪を淵に投げた男のもとに竜宮の使いが来て富を授けたと伝えられている。洞穴や淵などは異郷に通じる入口であり、その奥は富の源泉であると考えられていたのである。昔話研究者・花部英雄は、こうした異郷観念が、説話の中で心がけのよい神に選ばれた者が、その世界に行きその富の恩恵に浴するというように形象化されていったのであろうと考えている[4]。

- また『西遊記』（橘南裕）に、宮崎県飯野（現・えびの市）で奥の知れぬ風穴に入っていく愛犬を救う武士の話があり、穴の奥は木の葉が積もった平らな土地で、その向こうには大河が流れて、犬も先にいけなかったそうである。有馬英子は、山中なら塚穴の奥、水辺の奥、源に人の行けぬ理想郷があると思われたものと推測している[1]。

- 『薩藩旧伝集』には、鹿籠（現・鹿児島県枕崎市）の金山発見の由来が金の巌に囲まれた隠れ里の伝説風に述べられている[1]。

- 鹿児島県高山町にも、瑞光寺の住職が仏花を採りに三石山に登ったところ、立派な屋敷に庭を持つ高殿があり、金柑の実がたわわに実り、老翁に神女とも思われる美しい女がいた。寺普請に集まる人のために金柑の枝を幾枝か貰い受けて持ち帰った後、日はすでに西に傾き、人々はその身を案じていた。仙境では時間の経過がこの世とは異なる。また別寺の住職が、自分もかつてその山に登り、異人に棒で追い払われたと明かした。また前年には、ある者が供を連れて山に登ったところ、巨大な桐の木が数百株も立ち並ぶのを見たが、後日話を聞いたものが登ると、桐に似た木さえなかった（白尾国柱『倭文麻環』）[1]。

- また霧島市にも仙境譚があり、深山幽谷に歌舞音曲の響きを聞き、異様な風体の者を見ることもあり柚子が熟した木を見つけ、翌日行くと影も形もない。季節を問わず柑橘類が豊かにあると言うのはこの世ならぬ別天地を意味し、後から行くと何もなかったと言う話が多い[1]。

- また鹿児島県知覧町（現・南九州市）や大隅町（現・曽於市）にも、たわわに実った蜜柑の木が茂る土地を見つけるが、後から行くと何もなかったという話が伝わっている[1]。

- 前述の『倭文麻環』では「大口（現鹿児島県大口市）の壮士山神の幽居到ル」とある。中秋の名月の夜、1人の男が山中にて笛を吹いていると、美女が現れて案内され、高楼に登って美酒珍菓を楽しんだが、女を刺して逃げ出す。一晩だと思ったが下界ではすでに17日が経過していた[1]。

- 宮崎県都城市では、正寿寺の飯炊きをしていた三蔵という者が馬の草刈に母智丘に行き、白髪の老翁に会い「良い所に連れて行く」と言われ、行くと頂上に美しい家があってもう1人の老翁が居り、美しい天人もいて、2人の翁は碁を打ち始め、それを見たりご馳走を食べたりし、3日ほど過ごして帰った。ところが下界では3ヶ月も経っており、2人の翁とはかつて当地にいた小次郎、万五郎で「隠れ世」にたびたび通ってついに仙人になったのである。なお「隠れ世」、「隠れ国」とは神様の遊び給うところだといい伝えられている（『母智丘神社由諸』）[1]。

- 同県高千穂町では、ある猟師が二つ岳で道に迷い、白髪の老人の家で一休みし、日が暮れて家に帰り着いたところ、家の者が言うには、猟に出たまま帰らないので死んだものとして三年忌も済ませていた（『高千穂町史』）[1]。

## 富と時間
隠れ里を訪ねた者の話には、贅沢なもてなしを受けた、あるいは高価な土産をもらったというものがある。隠れ里は概ね経済的に豊かであることが多い。また、隠れ里に滞在している間、外界ではそれ以上の年月が経っていたという話もあり、時間の経ち方が違っていることもある。これらの逸話は隠れ里の異境性をよく表しており、『浦島太郎』『鼠浄土』といった説話との共通点も見られる。古代における「常世の国」の観念が典型的なもので、ここでは常人がおよそあずかり知れぬ時間が流れていると言う。

## 常世からの変遷
常世の国が海の彼方という不可能性を帯びた所に在るのに対して、隠れ里は地下の国や深山幽谷といった一応到達可能な点に置いていることが異なっているといえる。各地の隠れ里伝承を比較研究した民俗学者の柳田國男は、概して西日本の隠れ里は夢幻的で、東北地方に行くにしたがって具体性を帯びていくという指摘をしている。竹内利美などによると、隠れ里は常世からの観念を引き継いではいるものの、神話的枠組みを失い知足安分の域に留まってしまった近世の庶民的発想の結果ではないかとする（宮田登『ユートピアとウマレキヨマリ』吉川弘文館、2006年）。

## 「実在の」隠れ里
発見されたといわれる隠れ里が京丸の里として知られ、遠江（現静岡県西部）の犬居川（宮川）上流に在った。享保年間の洪水の際、膳椀などが増水した川上から流れてきたためようやく知られるようになったという。

## 創作世界
忍者ものや妖怪ものなどでは、「秘密を抱えた部族の集落」「現代社会に一般には存在しないとされる者たちが隠れ棲む場所」「時代の推移と共に姿を消す者たちが落ち延びる場所」などとして頻繁に使われる。
小説
- 『鉄鼠の檻』
- 『妖魔夜行』
  - 妖怪たちが隠れ処とする特殊な空間の総称として用いられ、その大小は小部屋一つから国一つに匹敵するものまで様々。

漫画・アニメ
- 『サスケ』
  - アニメ版最終回「走れサスケ」（1969年放送分）。大猿大助とサスケは隠れキリシタンの住む隠れ里で暮らし、定住を決意する。

- 『ゲゲゲの鬼太郎』
  - 「さら小僧」では、妖怪さら小僧が自分の歌を盗作した人間の歌手を拉致し、隠れ里へ監禁する。
  - 「サラリーマン死神」の「蒸発」を原作とする、アニメ第2作第38話「隠れ里の死神」及び第6作第66話「死神と境港の隠れ里」では、妖怪隠れ座頭（第6作では人面樹）が支配する時の流れから隔絶された隠れ里が登場。そこから現実世界へ逃げ出した死神（第6作のみ鬼太郎に退治される）や鬼太郎たちは無事に脱出するが、同行した昔の人間（原作では死神と恋仲になった女性、アニメでは子供たち）は数百年分の時間の急激な変化に耐えられず、白骨死体と化してしまう。
  - 鬼太郎や仲間たちの住処である「ゲゲゲの森」や「妖怪横丁」も、人間界とは異質な空間にあったり、一般の人間は入れなかったりしており、一種の隠れ里と言える。